# Raven (banda)
Raven es un grupo inglés de heavy metal formado en 1974 en Newcastle. 
La banda ha sido asociada con la nueva ola del heavy metal británico. 
Uno de sus principales hits fue el sencillo «On and On» en 1985. 
Ellos mismos suelen referirse a su música como athletic rock ('rock atlético').
A lo largo de los años ha habido varios cambios en la formación del mismo y a día de hoy, los únicos miembros originales son los hermanos John y Mark Gallagher.

## Historia

### Formación
Raven fue formado en 1974 en Newcastle, norte de Inglaterra por los hermanos John y Mark Gallagher junto a Paul Bowden; practicando en sus inicios un hard rock típico de los 70s mezclado con toques de rock progresivo.
Las actuaciones en directo y la interacción entre los miembros del grupo crearon una imagen que consideraron «atlética». Durante los conciertos iban vestidos con protectores cervicales, cascos y corazas propios de varios deportes como el hockey y béisbol entre otros. También solían utilizar las máscaras y los palos de hockey para tocar sus instrumentos.
El grupo es considerado una importante influencia en el desarrollo del speed metal y del thrash metal y se dieron a conocer por su agresividad a la hora de destrozar sus amplificadores.
Antes de saltar a la fama, tocaron en pubs locales y clubes del nordeste de Inglaterra, en ocasiones como teloneros de grupos punk como The Stranglers o The Motors.

### Inicios
En 1980 publicaron su primer sencillo «Don't Need Your Money» tras firmar con la discográfica Neat Records. 
Sus primeras actuaciones como grupo profesional fueron interpretar versiones de Ozzy Osbourne, Motörhead, Whitesnake y Iron Maiden. Su álbum debut fue publicado en 1981 bajo el título de Rock Until You Drop. 
Tras darse a conocer, iniciaron una gira por Italia y los Países Bajos. 
En 1982 publicaron su segundo álbum, Wiped Out, con elementos que darían pie al thrash y al speed metal posterior, significando una revolución en las listas de éxitos del Reino Unido en aquellos tiempos.
El grupo atrajo la atención del público estadounidense y tras firmar un contrato con Megaforce Records en Nueva Jersey en 1983, grabaron All for One. 
Ese mismo año iniciaron una gira con Metallica, siendo esta la primera gira nacional del, por entonces, ascendente grupo americano.

### Éxito comercial
John Zazula, manager de Megaforce pensó que Raven podría tener éxito comercial firmando para una compañía importante, y decidió prolongar la gira hasta que otras compañías de mayor renombre empezaron a interesarse. 
En 1984 grabaron y publicaron el doble en vivo Live at the Inferno, el cual sería uno de sus mejores trabajos. 
La productora Atlantic Records ofreció al grupo un contrato para iniciar una gira internacional, no sin antes arreglar un pequeño problema contractual que aún tenían con Megaforce. 
Al año siguiente, el sello contrató a Metallica y Anthrax. Mientras tanto, Raven trasladaron sus equipos desde Inglaterra hasta Nueva York, y se instalaron en los EE. UU..
En 1985 lanzaron Stay Hard con un éxito bastante discreto. Los años en los que estuvieron con Atlantic fueron los menos productivos del grupo. La decisión de la compañía para que Raven se hiciera más comercial les pasó factura, aunque volvieron atraer la atención de los seguidores con The Pack Is Black, de 1986. 
Entre 1986 y 1987 publicaron el EP Mad y el LP Life's a Bitch antes de abandonar la discográfica.
A finales de 1987, el baterista Rob Hunter abandonó la banda para pasar más tiempo con su familia. Años después empezó a estudiar audiovisuales e ingeniería al mismo tiempo que actuaba con los músicos de jazz Branford Marsalis y Harry Connick, Jr..

### Años posteriores
En 1987 el antiguo miembro de Pentagram, Joe Hasselvander se incorporó al grupo, cuyos miembros buscaban un toque más convencional para su álbum de 1988 Nothing Exceeds Like Excess. 
Con el advenimiento del grunge y la disolución de su compañía discográfica, Combat, la banda se concentró mayormente en los mercados japonés y europeo, donde aún conservaban un buen número de aficionados.
El grupo continuó su gira hasta 2001, año en que Mark Gallagher sufrió un accidente en el que casi pierde las piernas. Mientras el guitarrista estaba en rehabilitación, la banda se tomó un descanso de cinco años, aunque nunca barajaron la posibilidad de separarse y de seguir por separado. Tras la recuperación del guitarrista volvieron a la actividad en varios conciertos estadounidenses y festivales europeos como Bloodstock, Keep It True y Bang Your Head!!!, donde promocionaron su nuevo álbum: Walk Through Fire, publicado primero en Japón bajo el sello King Records en 2009 y al año siguiente en Europa y América.

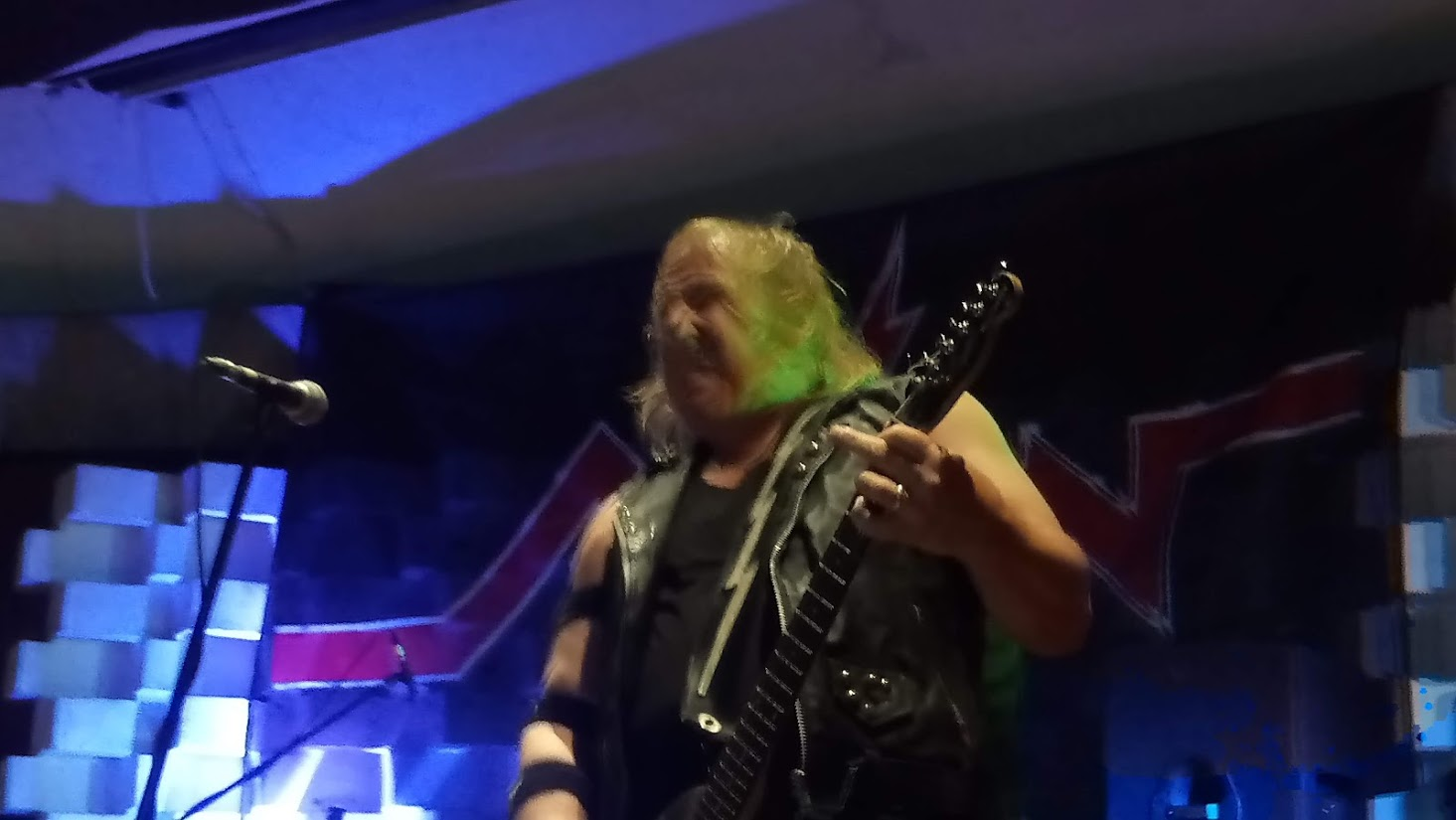
Concierto de Raven en Quito, Ecuador

Las críticas fueron positivas, tanto por los aficionados como por la prensa especializada. 
En 2013 se editó Rock Until You Drop – A Long Day's Journey, un DVD retrospectivo en el que aparecen imágenes de archivo y entrevistas a Lars Ulrich, Dee Snider, Jon Z entre otros.
En enero de 2014 la banda actuó en el crucero 70000 Tons of Metal de Miami a México y tocó en América del Sur en marzo. 
Metallica invitó a la banda a abrir para ellos en un estadio de fútbol en São Paulo, Brasil, en marzo de 2014 frente a casi 70,000 fanáticos. La banda comenzó a trabajar en un nuevo álbum, ExtermiNation, en septiembre de 2014 y fueron invitados especiales en tres shows en Estados Unidos con Accept. 
En mayo de 2017 Joe Hasselvander sufrió un infarto dos días antes de una serie de fechas en Estados Unidos y Europa. Para cumplir con estas obligaciones, los hermanos Gallagher apelaron a varios bateristas para cubrirlo. 
Luego la banda se embarcó en una gira europea de 70 fechas con 50 fechas como invitados especiales en la gira "Back to the Roots 2" de Udo Dirkschneider.
Raven lanzó su decimocuarto álbum de estudio, Metal City el 18 de septiembre de 2020, su primer álbum de estudio en cinco años y el primero en presentar a Mike Heller en la batería.
En julio de 2022 el grupo anunció que había firmado con Silver Lining Music, y planeaba lanzar su decimoquinto álbum de estudio en 2023.

## Miembros

### Actuales
- John Gallagher - bajo, vocalista (1974-presente)
- Mark Gallagher - guitarra, corista (1974-presente)
- Mike Heller - batería (2017-presente)

### Anteriores
- Paul Bowden - guitarra, corista (1974-1979)
- Pablo Sherrif - batería (1975-1976)
- Joe Hasselvander – batería, coros (1987–2017)
- Mick (Mike) Kenworthy - batería (1976-1977)
- Sean Taylor - batería (1977-1979)
- Pete Shore - guitarra, corista (1979-1980)
- Rob "Wacko" Hunter - batería (1979-1987)

## Discografía

### Álbumes de estudio
- 1981 - Rock Until You Drop[2]
- 1982 - Wiped Out
- 1983 - All for One
- 1985 - Stay Hard[3]
- 1986 - The Pack Is Back[3]
- 1987 - Life's a Bitch
- 1988 - Nothing Exceeds Like Excess
- 1991 - Architect of Fear
- 1994 - Glow
- 1997 - Everything Louder
- 2000 - One for All
- 2009 - Walk Through Fire
- 2015 - ExtermiNation
- 2020 - Metal City

### Álbumes en vivo
- 1984 - Live at the Inferno
- 1995 - Destroy All Monsters/Live in Japan

### EPs
- 1985 - Pray for the Sun
- 1986 - Mad
- 1992 - Heads Up

### Álbumes recopilatorios
- 1985 - The Devils Carrion (Double LP Super Rare)
- 1990 - Unreleased Tracks
- 1993 - Mind Over Metal
- 1999 - Raw Tracks
- 2002 - All Systems Go!: The Neat Anthology